# Next Big Thing
Next Big Thing è il decimo album in studio dell'artista statunitense di musica country Vince Gill. È stato pubblicato nel 2003 su MCA Nashville e contiene quattro singoli: la traccia del titolo (Next Big Thing), Someday, Young Man's Town e In These Last Few Days. Questi hanno raggiunto rispettivamente il 17 °, 31 °, 44 ° e 51 ° posto nelle classifiche dei Billboard Hot Country Songs nel 2003.

## Tracce
1. Next Big Thing – 3:23 (Vince Gill, Al Anderson, John Hobbs)
2. She Never Makes Me Cry – 3:53 (Gill)
3. Don't Let Her Get Away – 3:04 (Gill, Anderson)
4. Someday – 3:36 (Gill, Richard Marx)
5. These Broken Hearts – 4:51 (Gill, Pete Wasner)
6. We Had It All – 3:58 (Gill)
7. Young Man's Town – 4:30 (Gill)
8. Real Mean Bottle – 3:15 (Gill)
9. Whippoorwill River – 5:45 (Gill, Dean Dillon)
10. The Sun's Gonna Shine on You – 3:17 (Gill, Reed Nielsen)
11. From Where I Stand – 3:38 (Gill, Anderson, Hobbs)
12. You Ain't Foolin' Nobody – 3:49 (Gill, Nielsen)
13. Old Time Fiddle – 2:48 (Gill, Leslie Satcher)
14. Without You – 3:08 (Gill)
15. Two Hearts – 3:59 (Gill, Satcher)
16. This Old Guitar and Me – 3:47 (Gill)
17. In These Last Few Days – 3:32 (Gill)